# Cadborosaurus
Cadborosaurus là một sinh vật biển kỳ dị được cho là đã xuất hiện ở bang Alaska (Mỹ) và được đặt theo tên vịnh Cadboro ở tỉnh British Columbia (Canada). Những mô tả chung chung về con quái vật này là mô tả đó là một con vật có cổ dài, đầu ngựa, mắt to và những bướu lưng nhô lên khỏi mặt nước. Nhiều chuyên gia phỏng đoán rằng nó là một loại bò sát hoặc thằn lằn hoặc là một con rắn biển sống ở bắc Thái Bình Dương và có thể ở những vùng khác. Nhiều người cho rằng Cadborosaurus thực ra là một con cá mập thằn lằn, một con lươn lớn hay loại cá nào đó, hay cũng có thể là một động vật hữu nhũ hay bò sát do nó có cách di chuyển khác hẳn loài cá.
Vào năm 1937, thi thể được cho là của con vật này được tìm thấy trong bụng của một con cá voi bị bắt gần đảo Queen Charlotte trong quần đảo British Columbia. Mẫu vật được đưa đến Bảo tàng Victoria. Kênh truyền hình Discovery đã lần đầu tiên công bố một đoạn phim video từ năm 2009 về con quái vật này.